# Абрамочкин, Юрий Васильевич
Юрий Васильевич Абрамочкин (11 декабря 1936, Москва, СССР — 5 апреля 2018, там же, Россия) — советский и российский фотограф и фотожурналист.

## Биография
Абрамочкин начал работать в качестве фотокорреспондента в 21 год, в офисе «Мосстроя» (Главное управление строительства и планирования в Москве). Получил шанс попробовать себя в фотографии в 1957 году, когда ему предложили должность официального фотографа Всемирного фестиваля молодёжи и студентов в Москве. Он также сделал фотографии Комсомольского проспекта для «Мосстроя», и эти фотографии были опубликованы Soviet Weekly — советской газетой для капиталистических стран. Абрамочкин работал в советском еженедельнике в течение сорока лет. В 1961 году он начал работать в качестве фотографа агентства печати «Новости» (АПН).
Юрий Абрамочкин является одним из 15 российских фотожурналистов, включённых в энциклопедию современных фотографов, опубликованную St. James Press в 1995 году.
Абрамочкин работал с советскими и мировыми лидерами, политиками и знаменитостями, среди прочих это фотографии Никиты Хрущёва, Леонида Брежнева, Михаила Горбачёва, Бориса Ельцина, патриарха Пимена, Шарля де Голля, Вилли Брандта, Франсуа Миттерана, Ричарда Никсона, Урхо Кекконена, Жака Ширака, Билла Клинтона, Юрия Гагарина, Рональда Рейгана, Валентины Терешковой и Елизаветы II.
Похоронен на Ваганьковском кладбище (участок 46).